# Pursat

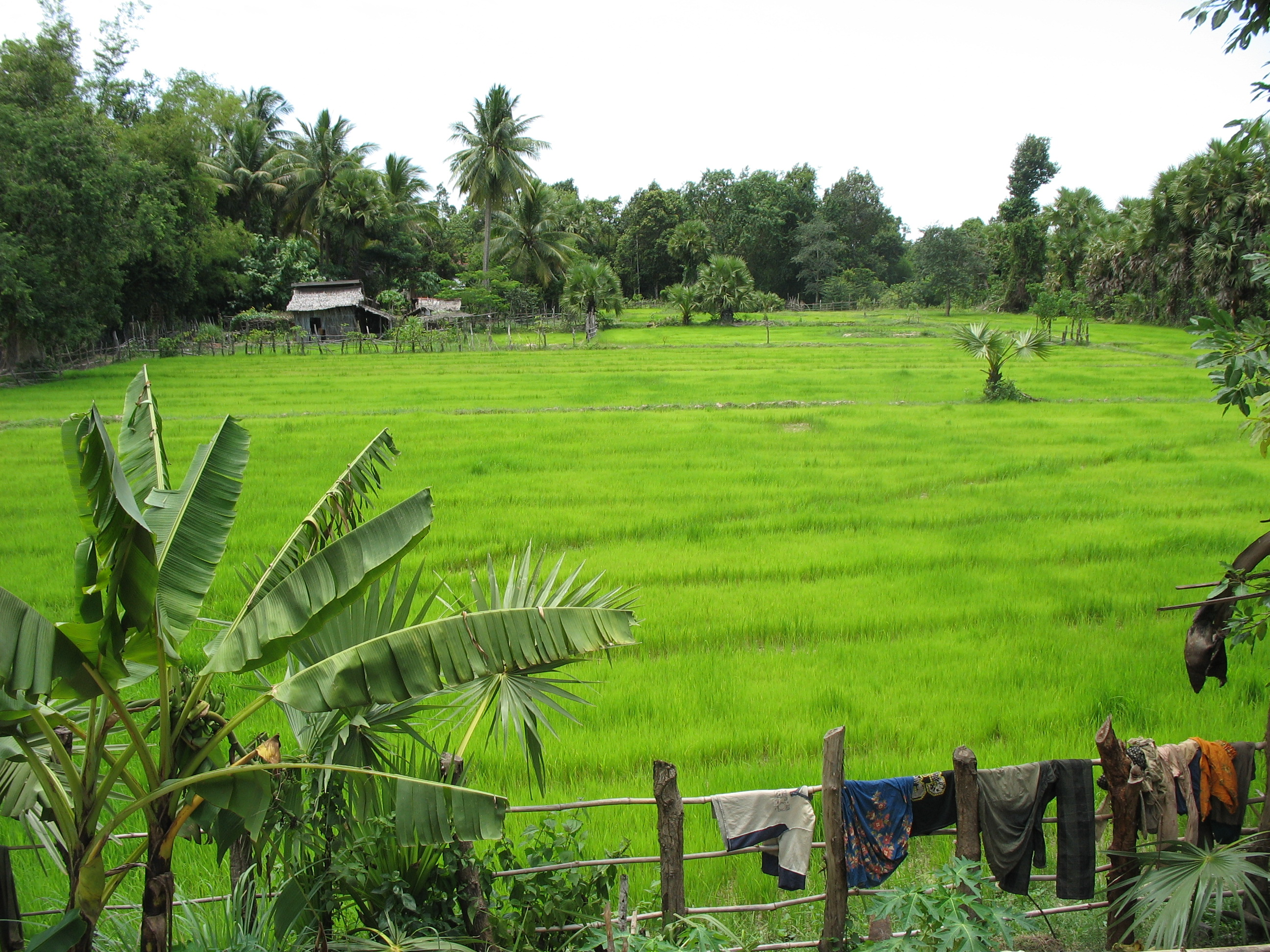
Una coltivazione di riso presso Pursat.

Pursat è una città cambogiana, capoluogo dell'omonima provincia.